# Cantón de San Carlos
Cantón de San Carlos är en kanton i Costa Rica.   Den ligger i provinsen Alajuela, i den nordvästra delen av landet, 80 km nordväst om huvudstaden San José.